# Герои Социалистического Труда Крыма

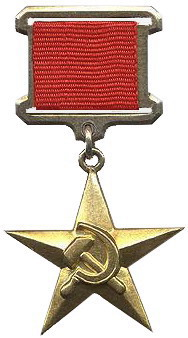
Золотая медаль «Серп и Молот»

В список Героев Социалистического Труда Крыма включены:
- Герои Социалистического Труда, на момент присвоения звания проживавшие на территории современной Республики Крым — 98 человек; кроме них, приведены и выделены  цветом  Герои, проживавшие на территории города Севастополь (который как в советский период, так и в дальнейшем имел особый статус и административное подчинение), — 12 человек.
- уроженцы Крыма, удостоенные звания Героя Социалистического Труда в других регионах СССР, — 30 человек;
- Герои Социалистического Труда, прибывшие на постоянное проживание в Крым, — 35 человек.

Вторая и третья части списка могут быть неполными из-за отсутствия данных о месте рождения и проживания ряда Героев.
В таблицах отображены фамилия, имя и отчество Героев, должность и место работы на момент присвоения звания, дата Указа Президиума Верховного Совета СССР, отрасль народного хозяйства, место рождения/проживания, а также ссылка на биографическую статью на сайте «Герои страны». Формат таблиц предусматривает возможность сортировки по указанным параметрам путём нажатия на стрелку в нужной графе.

## История
Первым на территории Крыма звания Героя Социалистического Труда был удостоен А. В. Гострый, которому эта высшая степень отличия была присвоена Указом Президиума Верховного Совета СССР от 5 ноября 1943 года за особые заслуги в обеспечении перевозок для фронта и народного хозяйства и выдающиеся достижения в восстановлении железнодорожного хозяйства в трудных условиях военного времени.

Подавляющее большинство Героев Социалистического Труда в Крыму приходится на работников сельского хозяйства — 81 человек; строительство — 5; рыбное хозяйство — 4; судостроение — 3; металлургия, транспорт, мелиоводхоз, госуправление — по 2; пищевая промышленность, автодорожное хозяйство, наука, здравоохранение, образование — по 1.

Мемориал Героям Социалистического Труда Крыма на Набережной улице в Симферополе
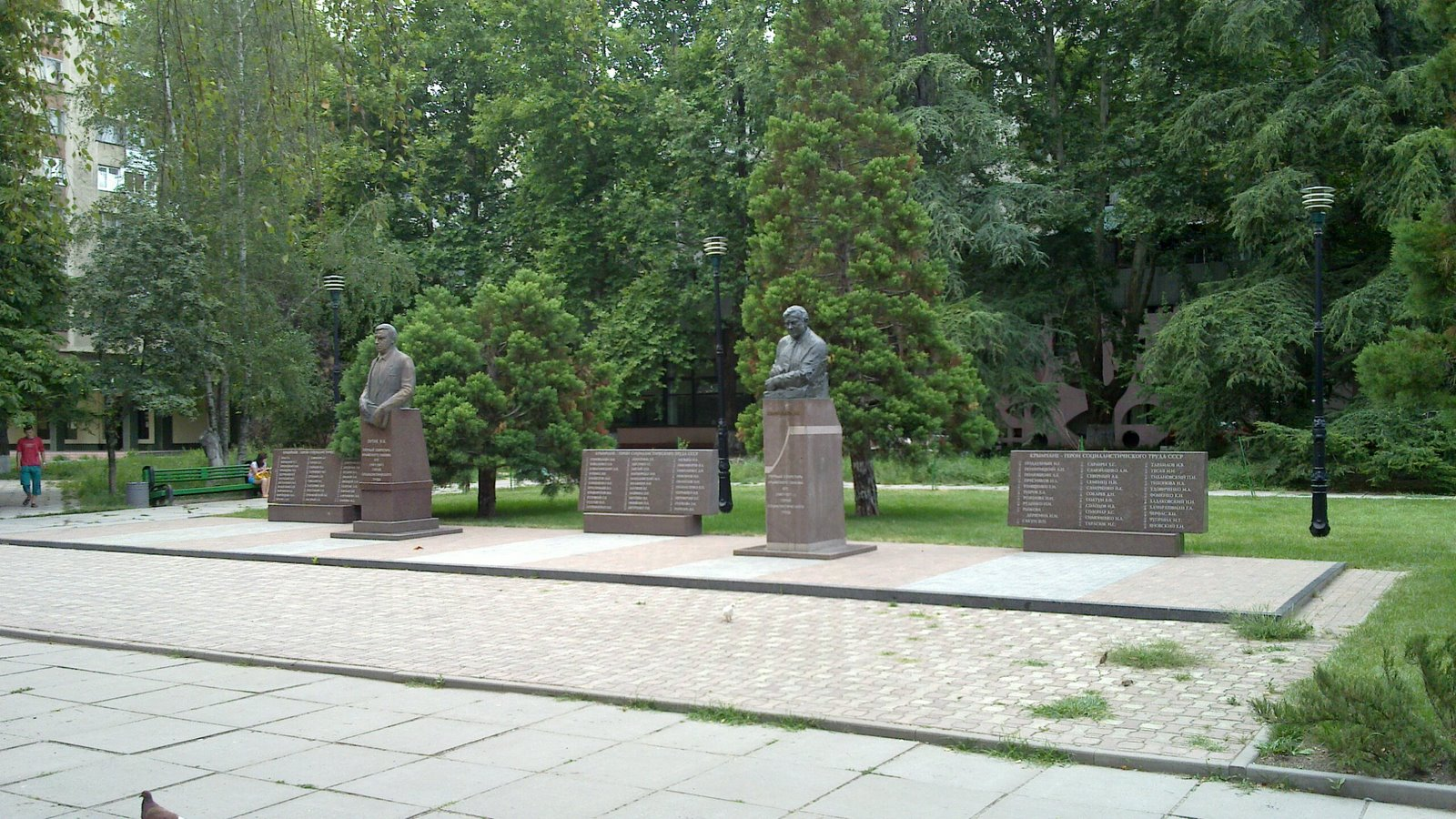
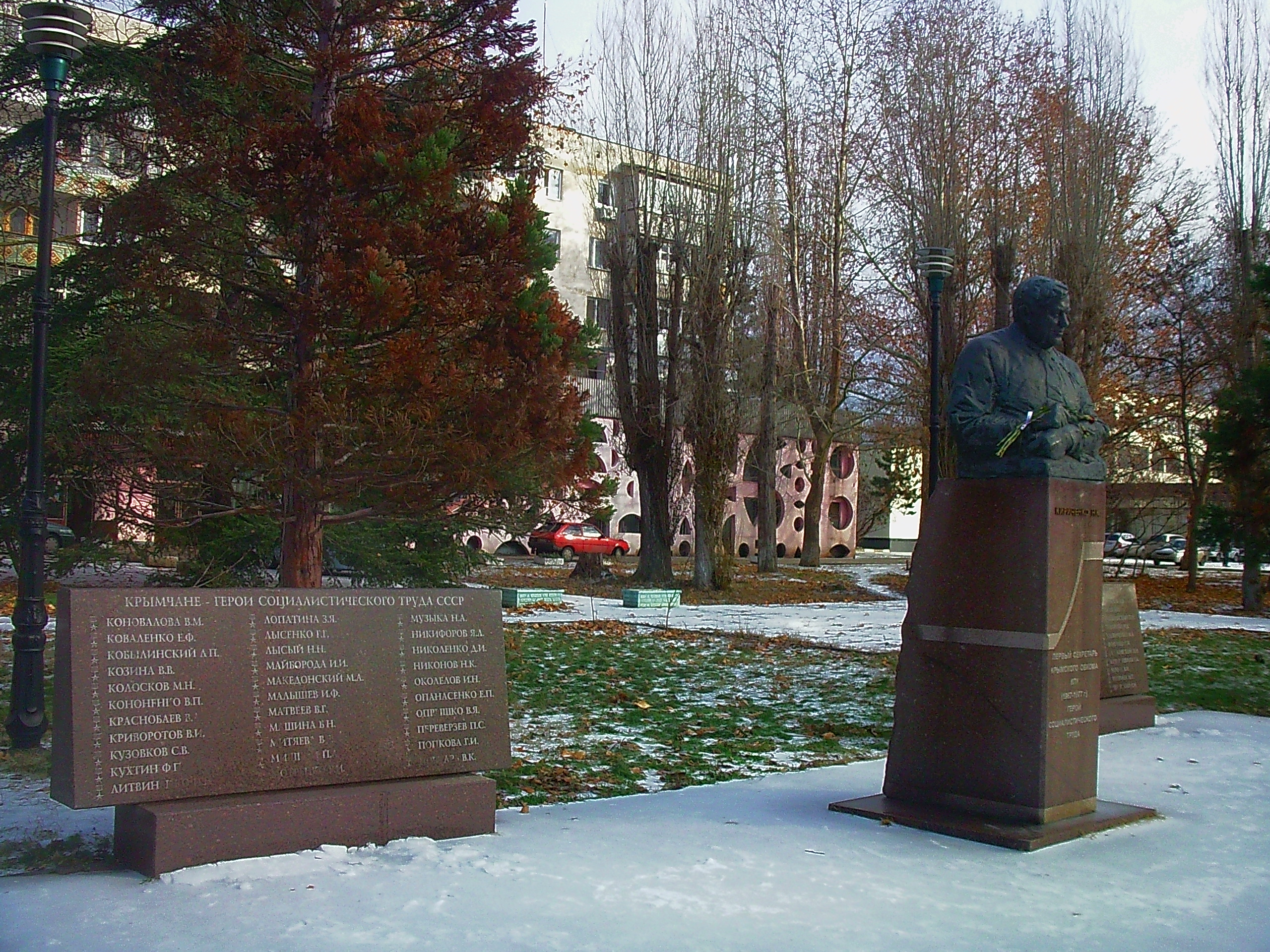

## Лица, удостоенные звания Героя Социалистического Труда в Крыму
| № | Фамилия, имя, отчество       | Даты жизни              | Деятельность                                                                     | Дата присвоения       | Отрасль | Место рождения     | ГС       |
| - | ---------------------------- | ----------------------- | -------------------------------------------------------------------------------- | --------------------- | ------- | ------------------ | -------- |
| 1 | Брынцева Мария Александровна | 19.12.1906 — 28.06.1985 | Звеньевая виноградарского совхоза «Коктебель» Судакского района Крымской области | 24.06.1949 26.02.1958 | сельхоз | Феодосийский район | [ ГС 1 ] |
| 2 | Князева Мария Даниловна      | 18.09.1918 — 06.10.1982 | Бригадир виноградарского совхоза «Судак» Судакского района Крымской области      | 22.02.1955 26.02.1958 | сельхоз | *Брянская область  | [ ГС 2 ] |

| №         | Фамилия, имя, отчество                     | Даты жизни              | Деятельность | Дата присвоения | Отрасль         | Место рождения            | ГС         |
| --------- | ------------------------------------------ | ----------------------- | --- | --------------- | --------------- | ------------------------- | ---------- |
| 1e-06     | Алисов Евгений Алексеевич                  | 03.01.1929 — 09.12.2008 | Капитан-директор большого морозильного рыболовного траулера «Жуковский» Севастопольского управления океанического рыболовства Херсонского совнархоза                                                      | 13.04.1963      | рыбхоз          | *Ростовская область       | [ ГС 3 ]   |
| 2e-06     | Багринцев Николай Васильевич               | 01.12.1937 — 26.01.2014 | Бригадир трубогибщиков Севастопольского морского завода имени Серго Орджоникидзе Министерства судостроительной промышленности СССР                                                                        | 14.06.1977      | судостроение    | *Сахалинская область      | [ ГС 4 ]   |
| 1         | Бем Семён Ефимович                         | 25.05.1931 — 24.06.2010 | Чабан государственного племенного завода «Черноморский» Сакского района Крымской области | 08.04.1971      | сельхоз         | Армянск                   | [ ГС 5 ]   |
| 2         | Бережной Сергей Тимофеевич                 | 01.05.1927 — 20.03.1988 | Бригадир слесарей-монтажников по монтажу силовых установок судостроительного завода «Залив» Министерства судостроительной промышленности СССР, гор. Керчь Крымской области                                | 26.04.1971      | судостроение    | *Воронежская область      | [ ГС 6 ]   |
| 3         | Бернацкий Николай Иванович                 | 02.08.1933 — 23.10.2006 | Председатель колхоза «Украина» Красногвардейского района Крымской области | 08.04.1971      | сельхоз         | *Херсонская область       | [ ГС 7 ]   |
| 4         | Бутримов Вениамин Трофимович               | 05.04.1936 — 03.01.1987 | Капитан-директор промыслово-производственного рефрижератора «Ткварчели» объединения Керченского производственного объединения рыбной промышленности Министерства рыбного хозяйства СССР, Крымская область | 04.07.1986      | рыбхоз          | *Ростовская область       | [ ГС 8 ]   |
| 5         | Василенко Николай Кузьмич                  | 1906 — ????             | Старший чабан овцеводческого совхоза имени Кирова Министерства совхозов СССР, Первомайский район Крымской области                                                                                         | 22.10.1949      | сельхоз         |                           |            |
| 6         | Васильев Борис Петрович                    | 20.06.1928 — ????       | Машинист экскаватора строительного управления № 24 треста «Керчьметаллургстрой» Херсонского совнархоза, Крымская область                                                                                  | 09.08.1958      | строительство   |                           | [ ГС 9 ]   |
| 6.000003  | Виноградов Сергей Сергеевич                | 30.05.1926 — 16.09.2016 | Директор Севастопольского морского завода имени Серго Орджоникидзе Министерства судостроительной промышленности СССР                                                                                      | 26.04.1971      | судостроение    | *Вологодская область      | [ ГС 10 ]  |
| 7         | Волосенко (Пикова) Александра Владимировна | род. 03.05.1930         | Звеньевая виноградарского совхоза «Коктебель» Министерства пищевой промышленности СССР, Кировский район Крымской области                                                                                  | 23.07.1951      | сельхоз         | *Вологодская область      | [ ГС 11 ]  |
| 8         | Воронцова Маргарита Алексеевна             | 23.06.1923 — 20.01.2015 | Врач детской больницы № 2, гор. Симферополь Крымской области | 04.02.1969      | здравоохранение | *Воронежская область      | [ ГС 12 ]  |
| 9         | Вялова Людмила Ивановна                    | 13.02.1932 — 24.05.2000 | Свинарка совхоза «Семисотка» Ленинского района Крымской области | 22.03.1966      | сельхоз         | *Владимирская область     | [ ГС 13 ]  |
| 10        | Гаврилов Александр Григорьевич             | 20.06.1927 — 14.05.2008 | Директор госплемзавода «Славное» Раздольненского района Крымской области | 07.06.1990      | сельхоз         | *Рязанская область        | [ ГС 14 ]  |
| 11        | Гапиенко Иван Стефанович                   | 21.01.1914 — 1995       | Комбайнёр Нижнегорской МТС Крымской области | 17.05.1952      | сельхоз         | *Херсонская область       | [ ГС 15 ]  |
| 12        | Гаран Дмитрий Семёнович                    | 11.08.1930 — 03.09.2018 | Бригадир колхоза имени Крупской Нижнегорского района Крымской области | 22.12.1977      | сельхоз         | Красноперекопский район   | [ ГС 16 ]  |
| 13        | Гармаш Николай Данилович                   | 24.12.1924 — 13.11.2004 | Старший чабан совхоза «Раздольненский» Раздольненского района Крымской области | 22.03.1966      | сельхоз         | *Черниговская область     | [ ГС 17 ]  |
| 14        | Гетьман Александра Павловна                | 07.05.1915 — 25.11.2002 | Бригадир птицеводческой бригады совхоза «Южный» Симферопольского района Крымской области | 01.06.1963      | сельхоз         | *Киевская область         | [ ГС 18 ]  |
| 15        | Гибалов Николай Григорьевич                | 13.09.1932 — 16.02.1998 | Комбайнёр колхоза «Знамя коммунизма» Первомайского района Крымской области | 08.04.1971      | сельхоз         | Первомайский район        | [ ГС 19 ]  |
| 16        | Глухарёва Мария Павловна                   | 20.03.1927 — 08.06.2015 | Учительница средней школы № 2 имени Д. И. Ульянова, гор. Феодосия Крымской области | 27.06.1978      | образование     | *Курская область          | [ ГС 20 ]  |
| 17        | Гориздра Иван Павлович                     | 1914 — 14.11.1969       | Комбайнёр Азовской МТС, Крымская область | 21.01.1952      | сельхоз         | *Полтавская область       | [ ГС 21 ]  |
| 18        | Гострый Александр Васильевич               | 21.11.1912 — 08.04.1992 | Паровозный машинист депо Джанкой Сталинской железной дороги, Крымская АССР | 05.11.1943      | транспорт       | *Днепропетровская область | [ ГС 22 ]  |
| 19        | Грасенков Сергей Иванович                  | 06.09.1930 — 24.07.1998 | Бригадир колхоза «Россия» Джанкойского района Крымской области | 07.07.1986      | сельхоз         | *Смоленская область       | [ ГС 23 ]  |
| 20        | Гречихин Михаил Иванович                   | 02.09.1916 — 02.09.1974 | Комбайнёр Раздольненской МТС Крымской области | 07.06.1952      | сельхоз         | *Херсонская область       | [ ГС 24 ]  |
| 21        | Гржибовский Николай Гилярович              | 15.09.1913 — 05.05.1998 | Бригадир совхоза имени Чкалова Бахчисарайского района Крымской области | 26.02.1958      | сельхоз         | Бахчисарайский район      | [ ГС 25 ]  |
| 22        | Гунько Николай Макарович                   | 08.11.1945 — 07.12.2000 | Председатель колхоза имени 60-летия Советской Украины Бахчисарайского района Крымской АССР | 07.08.1991      | сельхоз         | Бахчисарайский район      | [ ГС 26 ]  |
| 23        | Дерягина (Рыжова) Наталья Михайловна       | 29.08.1929 — 08.05.1985 | Бригадир совхоза «Морской», гор. Феодосия Крымской области | 30.04.1966      | сельхоз         | *Рязанская область        | [ ГС 27 ]  |
| 24        | Дмитриенко Тамара Григорьевна              | 30.06.1934 — 03.08.2006 | Доярка учебно-опытного хозяйства «Коммунар» Крымского сельскохозяйственного института имени Калинина, Симферопольский район Крымской области                                                              | 22.03.1966      | сельхоз         | *Башкортостан             | [ ГС 28 ]  |
| 25        | Друзенок Ефим Иванович                     | 19.01.1915 — 19.05.1993 | Бригадир комплексной бригады дорожно-строительного управления треста «Юждорстрой» Министерства автомобильного транспорта и шоссейных дорого Украинской ССР, Крымская область                              | 05.10.1966      | автодор         | *Черниговская область     | [ ГС 29 ]  |
| 26        | Егудин Илья Абрамович                      | 15.09.1913 — 01.02.1985 | Председатель колхоза «Дружба народов» Красногвардейского района Крымской области | 22.03.1966      | сельхоз         | *Гомельская область       | [ ГС 30 ]  |
| 27        | Иванов Александр Михайлович                | 25.05.1912 — 01.04.1995 | Главный агроном совхоза «Новоджанкойский» Джанкойского района Крымской области | 30.04.1966      | сельхоз         | *Севастополь              | [ ГС 31 ]  |
| 28        | Иванцов Леонид Михайлович                  | 18.02.1929 — 28.03.2008 | Бригадир совхоза «Феодосийский», гор. Феодосия Крымской области | 30.04.1966      | сельхоз         | Феодосийский район        | [ ГС 32 ]  |
| 29        | Казусик Александр Михайлович               | 12.11.1938 — 27.09.2014 | Механизатор колхоза имени Калинина Первомайского района Крымской области | 08.12.1973      | сельхоз         | *Брестская область        | [ ГС 33 ]  |
| 30        | Каплан Владимир Васильевич                 | 14.03.1928 — 28.01.2006 | Тракторист совхоза «Большевик» Красногвардейского района Крымской области | 15.12.1972      | сельхоз         | Красногвардейский район   | [ ГС 34 ]  |
| 31        | Карташова (Пелагенко) Нина Яковлевна       | 25.05.1940 — 07.09.2017 | Бригадир бройлерной фабрики совхоза «Красный» Симферопольского района Крымской области | 10.03.1976      | сельхоз         | Красноперекопский район   | [ ГС 35 ]  |
| 32        | Квапель Лина Генриховна                    | 08.06.1910 — 16.09.1973 | Звеньевая виноградарского совхоза «Судак» Министерства промышленности продовольственных товаров СССР, Судакский район Крымской области                                                                    | 22.02.1955      | сельхоз         | Керчь                     | [ ГС 36 ]  |
| 33        | Кобылинский Людвиг Павлович                | 22.05.1921 — 01.12.1992 | Первый секретарь Джанкойского горкома Компартии Украины, Крымская область | 08.04.1971      | госуправление   | *Киевская область         | [ ГС 37 ]  |
| 34        | Коваленко Емельян Федотович                | 1891 — 19.10.1969       | Старший чабан овцеводческого совхоза имени Кирова Министерства совхозов СССР, Первомайский район Крымской области                                                                                         | 22.10.1949      | сельхоз         | *Николаевская область     | [ ГС 38 ]  |
| 35        | Козина Валентина Викентьевна               | 03.04.1927 — 30.10.2012 | Птичница птицефабрики «Южная» Симферопольского района Крымской области | 22.03.1966      | сельхоз         | Симферопольский район     | [ ГС 39 ]  |
| 36        | Козлов Николай Николаевич                  | род. 1927               | Комбайнёр Озёрной МТС Крымской области | 17.05.1952      | сельхоз         | *Запорожская область      |            |
| 37        | Колосков Михаил Павлович                   | 30.10.1915 — 10.05.1994 | Комбайнёр Красногвардейской МТС Крымской области | 21.08.1953      | сельхоз         | Красноперекопский район   | [ ГС 40 ]  |
| 37.000004 | Коновалова Варвара Михайловна              | 19.12.1909 — 24.08.1995 | Звеньевая совхоза имени Полины Осипенко Бахчисарайского района Крымской области | 26.02.1958      | сельхоз         | *Брянская область         | [ ГС 41 ]  |
| 38        | Кононенко Василий Николаевич               | 28.09.1931 — 16.02.2009 | Звеньевой винсовхоза «Малоречинский» Алуштинского района Крымской области | 26.02.1958      | сельхоз         | *Краснодарский край       | [ ГС 42 ]  |
| 39        | Краснобаев Василий Алексеевич              | 08.01.1922 — 07.05.1998 | Главный агроном совхоза имени Тимирязева Джанкойского района Крымской области | 23.06.1966      | сельхоз         | Советский район           | [ ГС 43 ]  |
| 40        | Криворотов Владимир Иванович               | 26.01.1929 — 13.01.2012 | Председатель колхоза «Россия» Красногвардейского района Крымской области | 22.12.1977      | сельхоз         | *Луганская область        | [ ГС 44 ]  |
| 41        | Кузовков Сергей Владимирович               | 17.02.1922 — 13.01.1987 | Бригадир комплексной бригады, наставник молодёжи домостроительного комбината треста «Симферопольпромстрой» Министерства промышленного строительства Украинской ССР, Крымская область                      | 05.03.1976      | строительство   | *Орловская область        | [ ГС 45 ]  |
| 41.000005 | Кукушкина Клавдия Петровна                 | 01.10.1922 — 05.11.2005 | Овощевод совхоза «Севастопольский» Балаклавского района гор. Севастополя | 08.04.1971      | сельхоз         | *Московская область       | [ ГС 46 ]  |
| 42        | Литвиненко Иван Егорович                   | 20.03.1933 — 26.11.1986 | Комбайнёр совхоза «Филатовский» Красноперекопского района Крымской области | 22.12.1977      | сельхоз         | *Херсонская область       | [ ГС 47 ]  |
| 43        | Лопатина Зоя Яковлевна                     | 14.06.1932 — 2023       | Доярка колхоза «Дружба народов» Красногвардейского района Крымской области | 06.09.1973      | сельхоз         | *Курская область          | [ ГС 48 ]  |
| 44        | Лысенко Гавриил Григорьевич                | 09.03.1915 — 18.10.1983 | Комбайнёр Красногвардейской МТС, Крымская область | 27.03.1952      | сельхоз         | *Запорожская область      | [ ГС 49 ]  |
| 45        | Лысый Николай Николаевич                   | 23.08.1912 — 04.12.1977 | Директор Крымского областного специализированного треста птицефабрик и птицесовхозов «Крымптицепром», гор. Симферополь Крымской области                                                                   | 08.12.1973      | сельхоз         | *Винницкая область        | [ ГС 50 ]  |
| 45.000006 | Лях Яков Иванович                          | 13.03.1914 — 13.03.1977 | Бригадир совхоза «Золотая балка», гор. Севастополь | 30.04.1966      | сельхоз         | *Полтавская область       | [ ГС 51 ]  |
| 46        | Майборода Иван Иванович                    | 02.07.1911 — 11.06.1984 | Виноградарь колхоза «Борьба за мир» Старо-Крымского района Крымской области | 26.02.1958      | сельхоз         | *Киевская область         | [ ГС 52 ]  |
| 47        | Македонский Михаил Андреевич               | 03.02.1904 — 26.04.1971 | Директор совхоза «Коктебель» Судакского района Крымской области | 26.02.1958      | сельхоз         | Кировский район           | [ ГС 53 ]  |
| 48        | Малышев Илья Филиппович                    | 08.10.1925 — 29.01.1986 | Машинист экскаватора строительно-монтажного управления № 9 Крымканалстроя Министерства мелиорации и водного хозяйства Украинской ССР, Крымская область                                                    | 08.04.1971      | мелиоводхоз     | *Красноярский край        | [ ГС 54 ]  |
| 49        | Матвеев Вадим Григорьевич                  | 21.06.1923 — 19.10.1978 | Комбайнёр Чкаловской МТС Крымской области | 17.05.1952      | сельхоз         | Крым                      | [ ГС 55 ]  |
| 50        | Машина Брония Николаевна                   | 08.03.1921 — 09.06.2015 | Звеньевая виноградарского совхоза «Судак» Министерства промышленности продовольственных товаров СССР, Судакский район Крымской области                                                                    | 22.02.1955      | сельхоз         | *Хмельницкая область      | [ ГС 56 ]  |
| 50.000007 | Митяева Валентина Евгеньевна               | 04.09.1936 — 16.04.1996 | Колхозница колхоза «Память Ленина» Бахчисарайского района Крымской области | 08.12.1973      | сельхоз         | *Московская область       | [ ГС 57 ]  |
| 51        | Михайленко Яков Фомич                      | 05.11.1923 — 14.11.2013 | Комбайнёр совхоза «Симферопольский» Министерства хлопководства СССР, Крымская область | 11.03.1952      | сельхоз         | *Черкасская область       | [ ГС 58 ]  |
| 52        | Мишкин Пётр Андреевич                      | 25.08.1913 — 07.02.1988 | Бригадир садоводческой бригады совхоза «Предгорье» Белогорского района Крымской области | 30.04.1966      | сельхоз         | *Саратовская область      | [ ГС 59 ]  |
| 53        | Мотренко Раиса Ивановна                    | род. 02.04.1929         | Электросварщица Камышбурунского железорудного комбината Крымского совнархоза, гор. Керчь | 07.03.1960      | металлургия     | *Краснодарский край       | [ ГС 60 ]  |
| 53.000008 | Музыка Николай Алексеевич                  | 02.02.1927 — 06.07.1963 | Бригадир комплексной бригады штукатуров треста «Севастопольстрой» Херсонского совнархоза | 09.08.1958      | строительство   | *Винницкая область        | [ ГС 61 ]  |
| 54        | Никифоров Яков Леонтьевич                  | 15.11.1911 — 02.02.1985 | Комбайнёр Сталинской МТС Первомайского района Крымской области | 07.06.1952      | сельхоз         | *Херсонская область       | [ ГС 62 ]  |
| 55        | Николенко Дмитрий Антонович                | 26.10.1917 — 22.11.1996 | Бригадир тракторной бригады Евпаторийской МТС Крымской области | 26.02.1958      | сельхоз         | Сакский район             | [ ГС 63 ]  |
| 56        | Никонов Николай Константинович             | 10.03.1913 — 06.03.1990 | Старший агломератчик Камышбурунского железорудного комбината Крымского совнархоза | 19.07.1958      | металлургия     | *Кировоградская область   | [ ГС 64 ]  |
| 57        | Новикова Евдокия Дмитриевна                | 03.08.1915 — 26.02.1988 | Звеньевая колхоза «Путь к коммунизму» Сакского района Крымской области | 14.06.1952      | сельхоз         | Сакский район             | [ ГС 65 ]  |
| 58        | Новицкий Иван Максимович                   | 1918 — ????             | Комбайнёр Воинской МТС Красноперекопского района Крымской области | 07.06.1952      | сельхоз         | Крым                      |            |
| 59        | Околелов Иван Нилович                      | 19.11.1916 — 24.09.2003 | Главный инженер-винодел винкомбината «Массандра» Министерства пищевой промышленности Украинской ССР, Крымская область                                                                                     | 21.07.1966      | пищепром        | *Липецкая область         | [ ГС 66 ]  |
| 60        | Опанасенко Екатерина Парфентьевна          | 02.05.1936 — 18.05.2016 | Доярка колхоза имени XIX партсъезда Ленинского района Крымской области | 08.04.1971      | сельхоз         | Ленинский район           | [ ГС 67 ]  |
| 61        | Опрышко Виталий Яковлевич                  | 18.07.1929 — 18.09.2005 | Председатель колхоза «Дружба» Нижнегорского района Крымской области | 23.06.1966      | сельхоз         | *Полтавская область       | [ ГС 68 ]  |
| 62        | Парасочка Иван Евстафьевич                 | 1909—1957               | Комбайнёр Красногвардейской МТС, Крымская область | 27.03.1952      | сельхоз         | *Волгоградская область    | [ ГС 69 ]  |
| 63        | Переверзев Пётр Семёнович                  | 14.07.1914 — 03.05.1967 | Председатель колхоза «Россия» Красногвардейского района Крымской области | 22.03.1966      | сельхоз         | *Запорожская область      | [ ГС 70 ]  |
| 64        | Поддубный Илья Гаврилович                  | 15.07.1913 — 21.01.1989 | Председатель колхоза «Украина» Кировского района Крымской области | 30.04.1966      | сельхоз         | *Краснодарский край       | [ ГС 71 ]  |
| 65        | Подунай Сергей Александрович               | 1906 — ????             | Комбайнёр Керченской МТС Крымской области | 17.05.1952      | сельхоз         | Ленинский район           | [ ГС 72 ]  |
| 66        | Политицкий Анатолий Петрович               | 09.02.1931 — 04.05.2001 | Бригадир садоводческой бригады колхоза имени XXI съезда Компартии Украины Белогорского района Крымской области                                                                                            | 08.04.1971      | сельхоз         | Белогорский район         | [ ГС 73 ]  |
| 67        | Полюшкин Алексей Егорович                  | 15.03.1915 — 23.09.1994 | Бригадир колхоза «Россия» Джанкойского района Крымской области | 23.06.1966      | сельхоз         | Джанкойский район         | [ ГС 74 ]  |
| 68        | Попкова Галина Ивановна                    | 18.12.1942 — 29.06.2021 | Мастер машинного доения госплемптицезавода имени Фрунзе Сакского района Крымской области | 06.03.1981      | сельхоз         | *Винницкая область        | [ ГС 75 ]  |
| 69        | Почтарь Василий Кириллович                 | 20.02.1926 — 26.07.2016 | Бригадир рыбаков Керченского рыбокомбината Министерства рыбного хозяйства СССР, Крымская область | 26.04.1971      | рыбхоз          | *Винницкая область        | [ ГС 76 ]  |
| 70        | Пресняков Николай Лаврентьевич             | род. 20.02.1932         | Звеньевой совхоза «Раздольненский» Раздольненского района Крымской области | 10.02.1975      | сельхоз         | *Мордовия                 | [ ГС 77 ]  |
| 71        | Раищенко Екатерина Ивановна                | 10.12.1923 — 01.09.1998 | Доярка совхоза «Дальний» Черноморского района Крымской области | 08.04.1971      | сельхоз         | *Полтавская область       | [ ГС 78 ]  |
| 71.000009 | Ребров Евгений Андреевич                   | 15.02.1928 — 02.10.2002 | Бригадир комплексной бригады строительного управления № 42 треста «Севастопольстрой» | 11.08.1966      | строительство   | *Саратовская область      | [ ГС 79 ]  |
| 72        | Рожнова Пелагея Ивановна                   | 02.05.1901 — 13.12.1971 | Звеньевая колхоза имени Калинина Чеховского сельсовета, район города Ялты Крымской области | 18.09.1950      | сельхоз         | *Орловская область        | [ ГС 80 ]  |
| 73        | Руденко Надежда Ильинична                  | 23.01.1926 — 04.09.1980 | Звеньевая совхоза «Пятиозёрный» Красноперекопского района Крымской области | 23.06.1966      | сельхоз         | Красноперекопский район   | [ ГС 81 ]  |
| 73.00001  | Русак Анатолий Ипполитович                 | 18.12.1929 — 05.11.1992 | Капитан-директор большого рыболовного консервного траулера «Наталья Ковшова» Севастопольского управления океанического рыболовства Министерства рыбного хозяйства СССР                                    | 07.07.1966      | рыбхоз          | *Каракалпакстан           | [ ГС 82 ]  |
| 74        | Сакун Фёдор Павлович                       | 25.08.1929 — 16.12.2003 | Председатель колхоза имени Войкова Нижнегорского района Крымской области | 08.04.1971      | сельхоз         | *Черкасская область       | [ ГС 83 ]  |
| 75        | Самойленко Анатолий Михайлович             | род. 10.02.1938         | Звеньевой совхоза «Рисовый» Раздольненского района Крымской области | 15.05.1987      | сельхоз         | *Днепропетровская область | [ ГС 84 ]  |
| 76        | Сандетова Вера Никифоровна                 | 30.09.1902 — 09.01.1967 | Звеньевая виноградарского совхоза «Судак» Министерства промышленности продовольственных товаров СССР, Судакский район Крымской области                                                                    | 22.02.1955      | сельхоз         | Крым                      | [ ГС 85 ]  |
| 77        | Саранча Владимир Семёнович                 | 01.06.1928 — 11.03.1989 | Бригадир совхоза «Таврический» Красноперекопского района Крымской области | 08.04.1971      | сельхоз         | Черноморский район        | [ ГС 86 ]  |
| 78        | Северный Андрей Борисович                  | 11.05.1913 — 03.04.1987 | Директор Крымской астрофизической обсерватории, академик Академии наук СССР, Крымская область | 10.05.1973      | наука           | *Тульская область         | [ ГС 87 ]  |
| 78.000011 | Семенец Николай Иванович                   | 01.03.1924 — 30.07.1988 | Машинист экскаватора Балаклавского рудоуправления имени Горького Министерства чёрной металлургии Украинской ССР, гор. Севастополь                                                                         | 22.03.1966      | металлургия     | *Полтавская область       | [ ГС 88 ]  |
| 79        | Симоненко Николай Афанасьевич              | 02.05.1906 — 03.09.1986 | Начальник вагонного депо Симферополь Сталинской железной дороги, Крымская область | 01.08.1959      | транспорт       | *Днепропетровская область | [ ГС 89 ]  |
| 80        | Слипченко Иван Константинович              | 25.06.1936 — 21.03.2010 | Бригадир машинистов скреперов специализированного строительно-монтажного управления № 5 Крымканалстроя Министерства мелиорации и водного хозяйства Украинской ССР, Крымская область                       | 29.04.1976      | мелиоводхоз     | *Черкасская область       | [ ГС 90 ]  |
| 81        | Солодов Иван Васильевич                    | 1912 — ????             | Комбайнёр Советской МТС Крымской области | 17.05.1952      | сельхоз         | *Белгородская область     | [ ГС 91 ]  |
| 82        | Солонар Борис Степанович                   | 25.02.1927 — 18.12.2003 | Бригадир строительно-монтажного управления треста «Симферопольжилстрой» Министерства жилищно-гражданского строительства Украинской ССР, Крымская область                                                  | 08.01.1974      | строительство   | *Одесская область         | [ ГС 92 ]  |
| 83        | Солтун Евдокия Фёдоровна                   | 27.03.1927 — 25.10.2011 | Доярка колхоза «Луч» Первомайского района Крымской области | 06.09.1973      | сельхоз         | *Одесская область         | [ ГС 93 ]  |
| 83.000012 | Табачный Геннадий Матвеевич                | 31.08.1912 — 14.07.1971 | Слесарь Севастопольского морского завода имени Серго Орджоникидзе Министерства судостроительной промышленности СССР                                                                                       | 25.07.1966      | судостроение    | Севастополь               | [ ГС 94 ]  |
| 84        | Тараилов Иван Васильевич                   | 18.11.1907 — 24.01.1986 | Управляющий отделением подсобного хозяйства «Молодая гвардия» Министерства внутренних дел СССР, Азовский район Крымской области                                                                           | 08.02.1954      | сельхоз         | Джанкойский район         | [ ГС 95 ]  |
| 85        | Тарасюк Иван Степанович                    | 01.05.1927 — 07.07.1988 | Первый секретарь Симферопольского райкома Компартии Украины, Крымская область | 04.03.1982      | госуправление   | *Черкасская область       | [ ГС 96 ]  |
| 86        | Тесля Иван Иванович                        | 16.09.1936 — 28.12.1979 | Старший чабан совхоза «Перекопский» Джанкойского района Крымской области | 08.04.1971      | сельхоз         | Джанкойский район         | [ ГС 97 ]  |
| 87        | Тихановский Пётр Иванович                  | 08.07.1918 — 03.01.1999 | Комбайнёр Первомайской МТС Крымской области | 07.06.1952      | сельхоз         | *Могилёвская область      | [ ГС 98 ]  |
| 88        | Тихонова Нина Александровна                | 27.08.1919 — 01.12.1998 | Звеньевая виноградарской бригады совхоза «Малореченский» Алуштинского района Крымской области | 26.02.1958      | сельхоз         | *Ярославская область      | [ ГС 99 ]  |
| 89        | Удовиченко Матрёна Афанасьевна             | 10.10.1910 — 12.12.1995 | Звеньевая колхоза имени Куйбышева, гор. Ялта Крымской области | 12.07.1951      | сельхоз         | *Ростовская область       | [ ГС 100 ] |
| 90        | Фоменко Ксения Иосифовна                   | 15.04.1915 — 23.02.2004 | Звеньевая колхоза имени III Интернационала, гор. Ялта Крымской области | 30.05.1950      | сельхоз         | *Ростовская область       | [ ГС 101 ] |
| 91        | Хачирашвили Георгий Александрович          | 03.03.1908 — 01.01.1980 | Директор птицефабрики «Южная» Симферопольского района Крымской области | 22.03.1966      | сельхоз         | *Азербайджан              | [ ГС 102 ] |
| 92        | Ходаковский Николай Николаевич             | 1932—1979               | Бригадир тракторно-полеводческой бригады госплемзавода «Широкое» Симферопольского района Крымской области                                                                                                 | 08.12.1973      | сельхоз         | *Херсонская область       | [ ГС 103 ] |
| 93        | Черфас Валентин Иванович                   | 30.06.1921 — 26.03.1985 | Председатель колхоза имени Крупской Нижнегорского района Крымской области | 24.12.1976      | сельхоз         | *Донецкая область         | [ ГС 104 ] |
| 94        | Чуприна Мария Терентьевна                  | род. 10.08.1938         | Бригадир виноградарской бригады совхоза «Славное» Раздольненского района Крымской области | 08.04.1971      | сельхоз         | *Сумская область          | [ ГС 105 ] |
| 95        | Шамаев Александр Алексеевич                | 14.08.1910 — 14.06.1976 | Главный агроном совхоза «Семенной» Джанкойского района Крымской области | 23.06.1966      | сельхоз         | *Ярославская область      | [ ГС 106 ] |
| 96        | Яновский Евгений Николаевич                | 17.11.1930 — 10.07.2004 | Бригадир колхоза «Дружба» Нижнегорского района Крымской области | 23.06.1966      | сельхоз         | Нижнегорский район        | [ ГС 107 ] |

## Уроженцы Крыма, удостоенные звания Героя Социалистического Труда в других регионах СССР
| №         | Фамилия, имя, отчество           | Даты жизни              | Деятельность | Дата присвоения | Отрасль        | Место рождения          | ГС        |
| --------- | -------------------------------- | ----------------------- | --- | --------------- | -------------- | ----------------------- | --------- |
| 1         | Алиев Энвер                      | 05.08.1927 — 23.05.2017 | Звеньевой совхоза имени Пятилетия УзССР Аккурганского района Ташкентской области | 10.12.1973      | сельхоз        | Симферополь             | [ ГС 1 ]  |
| 2         | Бережной Алексей Денисович       | 1906—1969               | Директор ремонтно-механического завода Новомосковского химического комбината Министерства химической промышленности СССР, Тульская область                                                                                      | 28.05.1966      | химпром        | Крым                    | [ ГС 2 ]  |
| 3         | Вагнер Александр Винцевич        | 1918 — 13.10.1994       | Комбайнёр Чехоградской МТС Мелитопольского района Запорожской области | 04.02.1952      | сельхоз        | Джанкойский район       | [ ГС 3 ]  |
| 4         | Васильев Андрей Георгиевич       | род. 1927               | Старший аппаратчик химического завода Министерства химической промышленности СССР, гор. Киев | 20.04.1971      | химпром        | Крым                    |           |
| 5         | Головин Фёдор Александрович      | 25.10.1913 — 09.04.1966 | Начальник строительно-монтажного поезда № 7 треста «Транссигналстрой» Государственного производственного комитета по транспортному строительству СССР, гор. Горький                                                             | 22.03.1965      | строительство  | Крым                    | [ ГС 4 ]  |
| 6         | Головня Анатолий Дмитриевич      | 02.02.1900 — 25.06.1982 | Кинооператор, профессор Всесоюзного государственного института кинематографии, гор. Москва | 08.02.1980      | культура       | Симферополь             | [ ГС 5 ]  |
| 7         | Громов Анатолий Александрович    | 30.01.1907 — 03.02.1997 | Директор Первого государственного подшипникового завода Министерства автомобильной промышленности СССР, гор. Москва | 05.04.1971      | машиностроение | Симферополь             | [ ГС 6 ]  |
| 8         | Гуль Любовь Ивановна             | 23.01.1920 — 09.01.1969 | Гальванист Уральского механического завода Западно-Казахстанского совнархоза | 07.03.1960      | машиностроение | Кировский район         | [ ГС 7 ]  |
| 9         | Давыдов Александр Сергеевич      | 26.12.1912 — 19.02.1993 | Директор Института теоретической физики Академии наук Украинской ССР, академик АН Украинской ССР, гор. Киев | 24.12.1982      | наука          | Евпатория               | [ ГС 8 ]  |
| 10        | Данченко Алексей Евгеньевич      | 22.03.1904 — 01.10.1983 | Начальник объединённого Черноморского государственного морского пароходства Министерства морского флота СССР, Одесская область                                                                                                  | 03.08.1960      | транспорт      | Крым                    | [ ГС 9 ]  |
| 11        | Дымшиц Вениамин Эммануилович     | 28.09.1910 — 23.05.1993 | Заместитель Председателя Совета Министров СССР, гор. Москва | 26.09.1980      | госуправление  | Феодосия                | [ ГС 10 ] |
| 12        | Жолниренко Аркадий Михайлович    | 25.01.1900 — 30.06.1979 | Директор учебно-опытного хозяйства «Заволжское» Костромского сельскохозяйственного института «Караваево» | 30.04.1966      | сельхоз        | Симферополь             | [ ГС 11 ] |
| 13        | Зинабатдинов Дилявер             | 23.02.1933 — 12.09.1999 | Бригадир механизированной изоляционно-укладочной колонны строительного управления № 3 треста «Средазнефтегазстрой» Министерства строительства предприятий нефтяной и газовой промышленности СССР, гор. Фрунзе Киргизской ССР    | 30.12.1973      | строительство  | Ленинский район         | [ ГС 12 ] |
| 14        | Иванцов Виктор Михайлович        | род. 27.06.1933         | Главный конструктор радиолокационных станций надгоризонтной радиолокации Радиотехнического института Академии наук СССР, гор. Москва                                                                                            | 11.02.1985      | радиопром      | Феодосия                | [ ГС 13 ] |
| 15        | Кривонос Пётр Фёдорович          | 12.07.1910 — 19.10.1980 | Начальник Северо-Донецкой железной дороги Народного Комиссариата путей сообщения СССР, генерал-директор тяги 2-го ранга, Сталинская область                                                                                     | 05.11.1943      | транспорт      | Феодосия                | [ ГС 14 ] |
| 16        | Крюков Сергей Сергеевич          | 10.08.1918 — 01.08.2005 | Начальник проектного отдела ОКБ-1 Государственного комитета Совета Министров СССР по оборонной технике, Московская область | 17.06.1961      | оборонпром     | Бахчисарайский район    | [ ГС 15 ] |
| 17        | Мазлумов Аведикт Лукьянович      | 12.12.1896 — 30.09.1972 | Заведующий отделом селекции и генетики Всесоюзного научно-исследовательского института сахарной свёклы и сахара, академик Всесоюзная академия сельскохозяйственных наук имени В. И. Ленина, Рамонский район Воронежской области | 31.12.1965      | наука          | Симферополь             | [ ГС 16 ] |
| 18        | Мельников Пётр Григорьевич       | 15.05.1908 — 16.10.1975 | Помповый машинист теплохода Каспийского государственного морского пароходства Министерства морского флота СССР, Азербайджанская ССР                                                                                             | 03.08.1960      | транспорт      | Белогорский район       | [ ГС 17 ] |
| 19        | Семыкин Василий Романович        | 1889 — 02.1980          | Забойщик шахты № 1/2 треста «Кагановичуголь» комбината «Кузбассуголь» Министерства угольной промышленности восточных районов СССР, Кемеровская область                                                                          | 28.08.1948      | углепром       | Феодосия                | [ ГС 18 ] |
| 20        | Солдатов Игорь Борисович         | 20.03.1923 — 25.03.1998 | Заведующий кафедрой оториноларингологии Куйбышевского медицинского института имени Д. И. Ульянова Министерства здравоохранения РСФСР, академик Академии медицинских наук СССР                                                   | 09.07.1990      | наука          | Симферополь             | [ ГС 19 ] |
| 21        | Супруненко Борис Андреевич       | 05.08.1913 — 03.12.2006 | Старший механик плавбазы «Тунгус» управления экспедиционного лова Балтийского рыбопромышленного треста, Калининградская область                                                                                                 | 31.05.1958      | рыбхоз         | Керчь                   | [ ГС 20 ] |
| 22        | Таиров Сеит Меметович            | 25.04.1928 — 04.10.1989 | Первый секретарь Аккурганского райкома Компартии Узбекистана, Ташкентская область | 14.12.1972      | госуправление  | Крым                    | [ ГС 21 ] |
| 23        | Тер-Степаньян Андраник Смбатович | 31.03.1918 — 12.03.1996 | Первый заместитель главного конструктора Конструкторского бюро машиностроения Министерства оборонной промышленности СССР, Московская область                                                                                    | 18.08.1981      | оборонпром     | Симферополь             | [ ГС 22 ] |
| 24        | Ткачёв Василий Ильич             | 25.12.1906 — 1995       | Старший механик теплохода «Михаил Калинин» Балтийского морского пароходства Министерства морского флота СССР, гор. Ленинград | 09.08.1963      | транспорт      | Феодосия                | [ ГС 23 ] |
| 25        | Траксель Эдуард Георгиевич       | род. 1929               | Комбайнёр колхоза имени Калинина Келлеровского района Кокчетавской области | 19.02.1981      | сельхоз        | Красногвардейский район | [ ГС 24 ] |
| 25.000001 | Тюриков Вячеслав Васильевич      | 08.10.1929 — 17.07.2010 | Старший плавильщик Запорожского завода ферросплавов Министерства чёрной металлургии Украинской ССР | 22.03.1966      | металлургия    | Севастополь             | [ ГС 25 ] |
| 26        | Фатеев Нури Аметович             | 1910 — 07.1977          | Бригадир виноградарского совхоза имени Ховренко Министерства пищевой промышленности СССР, Орджоникидзевский район Ташкентской области                                                                                           | 05.10.1949      | сельхоз        | Крым                    | [ ГС 26 ] |
| 27        | Чачи Мустафа                     | 25.05.1935 — 15.02.1970 | Управляющий отделением совхоза «Пятилетие Узбекской ССР» Аккурганского района Ташкентской области | 30.04.1966      | сельхоз        | Алушта                  | [ ГС 27 ] |
| 28        | Чинакал Николай Андреевич        | 19.11.1888 — 25.12.1979 | Директор Института горного дела Сибирского отделения Академии наук СССР, член-корреспондент АН СССР | 29.04.1967      | наука          | Раздольненский район    | [ ГС 28 ] |
| 29        | Шагинова Вера Григорьевна        | 12.09.1916 — 1996       | Крановщица Махачкалинского морского порта Министерства морского флота СССР, Дагестанская АССР | 07.03.1960      | транспорт      | Ленинский район         | [ ГС 29 ] |
| 30        | Ягджиев Лука Лазаревич           | 29.06.1910 — 15.08.1993 | Начальник производства завода № 586 Государственного комитета Совета Министров СССР по оборонной технике, гор. Днепропетровск                                                                                                   | 17.06.1961      | оборонпром     | Нижнегорский район      | [ ГС 30 ] |

## Герои Социалистического Труда, прибывшие в Крым на постоянное проживание из других регионов
| №         | Фамилия, имя, отчество                | Даты жизни              | Деятельность | Дата присвоения | Отрасль        | Место проживания        | ГС        |
| --------- | ------------------------------------- | ----------------------- | --- | --------------- | -------------- | ----------------------- | --------- |
| 1         | Бойко Пелагея Александровна           | 1906 — ????             | Звеньевая колхоза имени Кирова Юрьевского района Днепропетровской области | 13.05.1948      | сельхоз        |                         |           |
| 2         | Бондарь Николай Васильевич            | род. 19.12.1933         | Тракторист совхоза «Красивинский» Есильского района Целиноградской области | 19.04.1967      | сельхоз        | Симферопольский район   | [ ГС 1 ]  |
| 3         | Василянский Валентин Сергеевич        | 1918—1991               | Бригадир тракторной бригады № 9 Чингирлауской МТС Западно-Казахстанской области | 11.01.1957      | сельхоз        |                         | [ ГС 2 ]  |
| 4         | Верезий Мария Яковлевна               | 16.03.1920 — 13.01.1997 | Звеньевая колхоза имени Шевченко Рожищенского района Волынской области | 23.07.1951      | сельхоз        | Красноперекопский район | [ ГС 3 ]  |
| 4.000001  | Веселков Никон Зосимович              | 03.04.1906 — 18.11.2001 | Капитан рыболовного траулера «Петропавловск» Управления тралового флота, Архангельская область                                                                                                 | 13.04.1963      | рыбхоз         | Севастополь             | [ ГС 4 ]  |
| 5         | Воронков Владимир Андреевич           | 23.09.1926 — 07.03.1991 | Капитан среднего рыболовного тральщика «Наяхан» управления активного морского лова и транспорта Главсахалинрыбпрома Министерства рыбной промышленности СССР, гор. Невельск Сахалинской области | 02.03.1957      | рыбхоз         | Керчь                   | [ ГС 5 ]  |
| 6         | Гайдуков Андрей Николаевич            | 13.12.1916 — 03.10.2003 | Директор Ишимского совхоза Октябрьского района Северо-Казахстанской области | 11.01.1957      | сельхоз        | Евпатория               | [ ГС 6 ]  |
| 7         | Давыденко Лидия Афанасьевна           | 18.12.1928 — 2009       | Председатель колхоза имени Кирова Скадовского района Херсонской области | 22.12.1977      | сельхоз        | Алушта                  |           |
| 8         | Дондуа Сергей Леванович               | 01.07.1922 — 08.04.1999 | Капитан теплохода «Максим Горький» Черноморского морского пароходства Министерства морского флота СССР, Одесская область                                                                       | 01.07.1982      | транспорт      | Ялта                    | [ ГС 7 ]  |
| 9         | Дорошенко Наталья Егоровна            | 24.07.1927 — 08.01.1995 | Звеньевая свеклосовхоза имени Фрунзе Министерства пищевой промышленности СССР, Кантский район Киргизской ССР                                                                                   | 08.05.1948      | сельхоз        | Судак                   | [ ГС 8 ]  |
| 9.000002  | Заболотный Василий Макарович          | 26.06.1935 — 29.10.2015 | Бригадир плотников-бетонщиков треста «Черкасхимстрой» Министерства промышленного строительства Украинской ССР, Черкасская область                                                              | 08.01.1974      | строительство  | Севастополь             | [ ГС 9 ]  |
| 10        | Калиничук Василий Григорьевич         | род. 18.03.1937         | Буровой мастер Стрежевского управления буровых работ объединения Главтюменнефтегаза Министерства нефтяной промышленности СССР, Томская область                                                 | 21.07.1975      | газпром        | Евпатория               | [ ГС 10 ] |
| 11        | Ким Екатерина Георгиевна              | 15.01.1930 — 19.06.2019 | Звеньевая колхоза имени Свердлова Верхне-Чирчикского района Ташкентской области | 21.12.1953      | сельхоз        | Евпатория               | [ ГС 11 ] |
| 12        | Козырь Владимир Семёнович             | 1922 — ????             | Председатель колхоза имени Ленина Пинского района Брестской области | 22.03.1966      | сельхоз        |                         | [ ГС 12 ] |
| 12.000003 | Крейдик Сергей Михайлович             | 03.12.1909 — 08.05.1980 | Старший агроном Стахановской МТС Октябрьского района Сталинабадской области | 03.05.1949      | сельхоз        | Севастополь             | [ ГС 13 ] |
| 13        | Кузнецов Виктор Кузьмич               | 1910—1985               | Гидротехник Канибадамского районного отдела водного хозяйства Ленинабадской области | 26.06.1951      | сельхоз        | Феодосия                |           |
| 14        | Кухтин Фёдор Павлович                 | 19.09.1915 — 29.06.1971 | Директор Орджоникидзевского совхоза Орджоникидзевского района Кустанайской области | 11.01.1957      | сельхоз        | Черноморский район      | [ ГС 14 ] |
| 14.000004 | Кушнарёва (Шехтер) Анна Герасимовна   | 14.10.1921 — 28.07.2021 | Звеньевая колхоза имени Карла Либкнехта Одесского района Одесской области | 04.07.1949      | сельхоз        | Севастополь             | [ ГС 15 ] |
| 14.000005 | Маковеев Александр Фёдорович          | 08.03.1913 — 13.06.1991 | Бригадир комплексной бригады каменщиков треста «Мурманрыбстрой» Мурманского совнархоза | 09.08.1958      | строительство  | Севастополь             | [ ГС 16 ] |
| 15        | Мердов Анатолий Фёдорович             | род. 07.11.1934         | Капитан среднего рыболовного траулера «Крутогорово», гор. Петропавловск-Камчатский Камчатской области                                                                                          | 13.04.1963      | рыбхоз         | Керчь                   | [ ГС 17 ] |
| 16        | Меркулова (Даниленко) Нина Степановна | 21.05.1926 — 30.07.1996 | Звеньевая колхоза имени Шевченко Куйбышевского района Куйбышевской области | 26.02.1948      | сельхоз        | Симферопольский район   | [ ГС 18 ] |
| 17        | Месяцев Александр Степанович          | 15.01.1911 — 30.11.1972 | Директор каракулеводческого совхоза «Чим-Курган» Кировского района Южно-Казахстанской области                                                                                                  | 29.03.1958      | сельхоз        | Симферополь             | [ ГС 19 ] |
| 18        | Орешкин Георгий Григорьевич           | 26.02.1906 — 26.10.1974 | Директор Днепровского металлургического завода имени Ф. Э. Дзержинского Днепропетровского совнархоза                                                                                           | 19.07.1958      | металлургия    | Феодосия                | [ ГС 20 ] |
| 19        | Пилявская (Хомяк) София Кузьминична   | 06.10.1929 — 2003       | Звеньевая колхоза «Перше Травня» Литинского района Винницкой области | 28.08.1952      | сельхоз        | Бахчисарайский район    | [ ГС 21 ] |
| 20        | Пинаев Кирилл Дементьевич             | 1919 — ????             | Бригадир колхоза «Красная смычка» Уржумского района Кировской области | 17.03.1948      | сельхоз        |                         | [ ГС 22 ] |
| 21        | Плотников Борис Васильевич            | 27.10.1929 — 25.11.2000 | Бригадир проходчиков Лениногорского полиметаллического комбината Восточно-Казахстанского совнархоза                                                                                            | 09.06.1961      | металлургия    | Бахчисарайский район    | [ ГС 23 ] |
| 22        | Погиба Иван Иванович                  | 15.09.1924 — 23.01.2000 | Бригадир совхоза «Старотитаровский» Темрюкского района Краснодарского края | 08.04.1971      | сельхоз        |                         | [ ГС 24 ] |
| 23        | Попов Василий Александрович           | 12.03.1921 — ????       | Старший механик траулера «Воткинск» Управления тралового флота, Мурманская область | 13.04.1963      | рыбхоз         |                         | [ ГС 25 ] |
| 23.000006 | Приболовец Степан Леонтьевич          | 29.11.1901 — 22.11.1999 | Директор откормочного совхоза «Хуторок» Министерства мясной и молочной промышленности СССР, Ново-Кубанский район Краснодарского края                                                           | 05.10.1949      | сельхоз        | Севастополь             | [ ГС 26 ] |
| 23.000007 | Просянкин Григорий Лазаревич          | 06.01.1920 — 16.09.1998 | Директор машиностроительного предприятия «Звёздочка» Министерства судостроительной промышленности СССР, Архангельская область                                                                  | 26.04.1971      | судостроение   | Севастополь             | [ ГС 27 ] |
| 24        | Пузырный Иван Васильевич              | 17.09.1927 — 09.06.1989 | Машинист экскаватора управления механизации Волгобалтстроя Государственного производственного комитета по транспортному строительству СССР, гор. Вытегра Вологодской области                   | 29.04.1965      | строительство  | Керчь                   | [ ГС 28 ] |
| 25        | Резник Лидия Демьяновна               | 1914 — ????             | Стерженщица Кировоградского завода «Большевик» Кировоградского совнархоза | 07.03.1960      | машиностроение | Евпатория               |           |
| 26        | Сергеев Анатолий Михайлович           | 28.06.1927 — 15.08.2012 | Сталевар металлургического комбината имени А. К. Серова Свердловского совнархоза | 19.07.1958      | металлургия    | Евпатория               | [ ГС 29 ] |
| 27        | Сердюк Михаил Филиппович              | 1925 — ????             | Машинист экскаватора Кимовского угольного карьера треста «Донскойуголь» комбината «Тулауголь» Министерства угольной промышленности СССР, Тульская область                                      | 29.06.1966      | углепром       |                         | [ ГС 30 ] |
| 28        | Серебренников Михаил Александрович    | 29.09.1912 — 28.07.1982 | Старший механик семеноводческого совхоза «Сибиряк» Министерства совхозов СССР, Тулунский район Иркутской области                                                                               | 03.05.1948      | сельхоз        | Симферополь             | [ ГС 31 ] |
| 29        | Симак Евгений Петрович                | 24.07.1925 — 23.12.1982 | Машинист экскаватора строительства Цимлянского гидроузла Волго-Донского судоходного канала имени В. И. Ленина Министерства внутренних дел СССР                                                 | 19.09.1952      | строительство  | Ленинский район         | [ ГС 32 ] |
| 30        | Скрипченко (Киба) Людмила Федотовна   | род. 21.11.1926         | Звеньевая зернового совхоза «Криворожский» Министерства совхозов СССР, Апостоловский район Днепропетровской области                                                                            | 16.04.1949      | сельхоз        |                         |           |
| 31        | Скрыльник Андрей Иванович             | 28.08.1920 — 02.09.1975 | Забойщик шахты № 4—5 треста «Горловскуголь» Министерства угольной промышленности Украинской ССР, Сталинская область                                                                            | 26.04.1957      | углепром       | Ялта                    | [ ГС 33 ] |
| 31.000008 | Тихонов Николай Никифорович           | 13.08.1925 — 26.06.2014 | Бригадир проходческой бригады шахты Бутовская-Глубокая Министерства строительства предприятий угольной промышленности Украинской ССР, Сталинская область                                       | 26.04.1957      | углепром       | Севастополь             | [ ГС 34 ] |
| 32        | Тишина Наталья Дмитриевна             | 15.12.1913 — 11.08.1995 | Звеньевая свиноводческого совхоза имени Красной Армии Министерства совхозов СССР, Полтавская область                                                                                           | 06.04.1949      | сельхоз        | Феодосия                | [ ГС 35 ] |
| 33        | Токарев Павел Сергеевич               | 1913 — ????             | Директор Тобольской МТС Кустанайской области | 11.01.1957      | сельхоз        |                         | [ ГС 36 ] |
| 34        | Фрейтор Михаил Захарович              | 1905 — ????             | Старший механик Кузнецкой МТС Кузнецкого района Кемеровской области | 06.03.1948      | сельхоз        |                         |           |
| 35        | Шандренко Марк Кириллович             | 11.04.1910 — 11.01.1990 | Звеньевой Меркенского свеклосовхоза Министерства пищевой промышленности СССР, Меркенский район Джамбулской области                                                                             | 08.05.1948      | сельхоз        | Керчь                   | [ ГС 37 ] |